# Тикусино
Тикусино (яп. 筑紫野市 Тикусино-си) — город в Японии, находящийся в префектуре Фукуока. Площадь города составляет 87,78 км², население — 101 282 человека (1 августа 2014), плотность населения — 1153,82 чел./км².

## Географическое положение
Город расположен на острове Кюсю в префектуре Фукуока региона Кюсю. С ним граничат города Огори, Дадзайфу, Онодзё, Иидзука, Тосу и посёлки Накагава, Тикудзен, Кияма.

## Население
Население города составляет 101 282 человека (1 августа 2014), а плотность — 1153,82 чел./км². Изменение численности населения с 1980 по 2005 годы:
| 1980 | 57 966 чел. |  |
| 1985 | 63 242 чел. |  |
| 1990 | 70 303 чел. |  |
| 1995 | 81 988 чел. |  |
| 2000 | 93 049 чел. |  |
| 2005 | 97 571 чел. |  |

## Символика
Деревом города считается камелия, цветком — шалфей сверкающий.